# Grong
Grong é uma comuna da Noruega, com 1 139 km² de área e 2 530 habitantes (censo de 2004).         